# Nils Adlerstam
Nils Gustaf Linus Adlerstam, född 28 september 1887 i Umeå, Västerbottens län, död 12 mars 1960 i Västerleds församling, Stockholm, var en svensk företagsledare. 
Adlerstam, som var son till bankdirektör Max Adlerstam och Hedvig Löfroth, avlade teknisk studentexamen i Härnösand 1905. Han var tjänsteman i Bankaktiebolaget Stockholm-Öfre Norrland i Skellefteå 1905–1907, anställd i samma bank, senare benämnd Norrlandsbanken, i Stockholm 1907–1918, i Svenska Handelsbanken 1918–1928 och disponent i Guldvaruhuset AB i Stockholm från 1928. Han var styrelseledamot i C.G. Hallbergs Guldsmeds AB i Stockholm och Guldvaruhuset AB i Stockholm samt verkställande direktör i C.D. Bäckström AB i Stockholm.